# Новосёлка (Львовская область)
Новосёлка (укр. Новосілка) — село в Солонковской сельской общине Львовского района Львовской области Украины.
Население по переписи 2001 года составляло 141 человек. Занимает площадь 0,57 км². Почтовый индекс — 81164. Телефонный код — 3230.